# アドマイヤグルーヴ
アドマイヤグルーヴ（欧字名:Admire Groove、2000年4月30日 - 2012年10月15日）は日本の競走馬、繁殖牝馬。
母エアグルーヴは優駿牝馬と天皇賞（秋）、母母のダイナカールも優駿牝馬を制しており、母子3代でのG1制覇となった。半弟にフォゲッタブル、ルーラーシップ、半妹にグルヴェイグがいる。主戦騎手は母のエアグルーヴの主戦騎手でもあった武豊で、全21戦中19戦に騎乗した（残り2戦に騎乗したのは上村洋行）。
主な勝ち鞍は2003年・2004年のエリザベス女王杯。

## デビュー前
2000年夏のセレクトセールでエアグルーヴの2000として上場される。お台の7000万円からたちまち高騰し、最終的には2億3000万円で近藤利一に落札された。これは当時のセレクトセール史上最高価格であると同時に牝馬の最高価格であり、当時の日本のセリ史上でも四番目の高額であった 。近藤はこの馬の名前を一般公募し、その中で最も多かったのが冠名と母の名前を合わせたこのアドマイヤグルーヴである。
セレクトセールでは母エアグルーヴの馬主・吉原毎文もこの馬を購入の筆頭候補に挙げ、さらに購入がかなったらエアグルーヴと同じく伊藤雄二調教師に預けることまで決めていたが、あまりに価格が高騰したので購入断念を余儀なくされたという。伊藤は後年、自著の中で「『自分がこの馬を管理していたらここをこう直したのに』と思うことがある」という趣旨の発言をしている。

## 競走馬時代

### 2歳・3歳時代
2002年、11月のデビュー戦は単勝1.2倍の1番人気に推され、ここを勝利。その後阪神ジュベナイルフィリーズに出走登録をしたものの、抽選に漏れ除外。翌週のエリカ賞（500万下）を勝利した。
年が明けて2003年、気性面の問題などから距離が短い桜花賞トライアル競走のチューリップ賞・フィリーズレビューに出走せず、皐月賞トライアルの若葉ステークスに出走。この時点では2勝馬に過ぎず、このレース2着以下では賞金が足りず桜花賞に出走できない可能性があったが、牡馬も交えたこのレースを勝利。1番人気で桜花賞に挑んだがスタートで出遅れ、外側から追い込むもスティルインラブの3着と敗れる（2着はシーイズトウショウ）。続く優駿牝馬（オークス）でも単勝1.7倍の1番人気に支持されるが、激しくイレ込む素振りを見せ、スティルインラブの7着に。
秋はローズステークスから始動、ここでもスティルインラブとの顔合わせとなり1番人気を譲ったものの、勝利している。秋華賞ではスティルインラブを抑えて1番人気に支持されるが、レースではスティルインラブをとらえ切ることが出来ずに2着。結局牝馬三冠競走では、全て1番人気となったが、その全てでスティルインラブに敗れている。秋華賞後はエリザベス女王杯に出走。このレースではスティルインラブに次ぐ2番人気での出走となったが、最後の直線でスティルインラブとの叩き合いをハナ差で制し、GI初勝利を挙げた。

### 古馬時代
2004年は牡馬相手の競馬になり、産経大阪杯、金鯱賞はそれぞれ7着、5着。そして春の目標であった宝塚記念は回避した後、続くマーメイドステークスで勝利を収めた。秋シーズン緒戦の京都大賞典はナリタセンチュリーの4着とし、天皇賞（秋）に出走。ここではゼンノロブロイ、ダンスインザムードに次ぐ3着となる。そして連覇を狙ったエリザベス女王杯で優勝、鞍上の武豊は同レース4連覇を果たした。また、エリザベス女王杯連覇はメジロドーベル以来2頭目だった。このレースで2004年シーズンを終える。同年のJRA賞最優秀4歳以上牝馬を受賞。
2005年も、牡馬相手のレースに出走を続け、大阪杯、天皇賞（春）、金鯱賞でそれぞれ4着、11着、4着と敗れ、宝塚記念では年下の牝馬、スイープトウショウの8着。さらに天皇賞（秋）を同世代の牝馬ヘヴンリーロマンスの17着とし、同一GI3連覇を狙ったエリザベス女王杯ではスイープトウショウの3着と敗れ、牝馬相手にも敗れるレースが続いた。そして引退レースの阪神牝馬ステークスでは、1番人気をその年の桜花賞・NHKマイルカップ優勝馬ラインクラフトに譲る。桜花賞以来のマイル戦であったがここを勝利、有終の美を飾った。当日のレース終了後、ウイナーズサークルで引退式が行われた。

## 競走成績
| 年月日 | 年月日 | 年月日 | 競馬場 | 競走名           | 格      | 頭 数 | 枠 番 | 馬 番 | オッズ （人気） | オッズ （人気） | 着順 | 騎手     | 斤量 | 距離（馬場）  | タイム （上り3F） | タイム 差 | 勝ち馬/（2着馬）       |
| 2002.  | 11.    | 10     | 京都   | 2歳新馬          |         | 14    | 8     | 13    | 1.2             | （1人）         | 1着  | 武豊     | 53   | 芝1800m（良） | 1.51.8（33.9）    | -0.2      | （エイシンイイデサン） |
|        | 12.    | 7      | 阪神   | エリカ賞         | 500万下 | 7     | 2     | 2     | 1.1             | （1人）         | 1着  | 武豊     | 53   | 芝2000m（良） | 2.03.0（34.7）    | -0.2      | （モンパルナス）       |
| 2003.  | 3.     | 22     | 阪神   | 若葉S            | OP      | 10    | 8     | 9     | 1.7             | （1人）         | 1着  | 武豊     | 54   | 芝2000m（良） | 2.03.1（34.0）    | 0.0       | （ビッグコング）       |
|        | 4.     | 13     | 阪神   | 桜花賞           | GI      | 17    | 7     | 14    | 3.5             | （1人）         | 3着  | 武豊     | 55   | 芝1600m（良） | 1.34.2（34.5）    | 0.3       | スティルインラブ       |
|        | 5.     | 25     | 東京   | 優駿牝馬         | GI      | 17    | 1     | 2     | 1.7             | （1人）         | 7着  | 武豊     | 55   | 芝2400m（良） | 2.28.2（33.7）    | 0.7       | スティルインラブ       |
|        | 9.     | 21     | 阪神   | ローズS          | GII     | 12    | 1     | 1     | 3.0             | （2人）         | 1着  | 武豊     | 54   | 芝2000m（良） | 2.01.5（34.5）    | -0.2      | （ヤマカツリリー）     |
|        | 10.    | 19     | 京都   | 秋華賞           | GI      | 18    | 5     | 10    | 2.5             | （1人）         | 2着  | 武豊     | 55   | 芝2000m（良） | 1.59.2（34.8）    | -0.1      | スティルインラブ       |
|        | 11.    | 16     | 京都   | エリザベス女王杯 | GI      | 15    | 4     | 7     | 3.6             | （2人）         | 1着  | 武豊     | 54   | 芝2200m（良） | 2.11.8（34.8）    | 0.0       | （スティルインラブ）   |
| 2004.  | 4.     | 4      | 阪神   | 産経大阪杯       | GII     | 11    | 7     | 8     | 6.4             | （3人）         | 7着  | 武豊     | 57   | 芝2000m（良） | 2.00.1（35.5）    | 0.5       | ネオユニヴァース       |
|        | 5.     | 28     | 中京   | 金鯱賞           | GII     | 12    | 4     | 4     | 6.1             | （4人）         | 5着  | 武豊     | 57   | 芝2000m（良） | 1.58.1（35.1）    | 0.6       | タップダンスシチー     |
|        | 7.     | 11     | 阪神   | マーメイドS      | GIII    | 10    | 8     | 9     | 1.5             | （1人）         | 1着  | 武豊     | 57   | 芝2000m（良） | 2.00.0（34.3）    | -0.5      | （チアズメッセージ）   |
|        | 10.    | 10     | 京都   | 京都大賞典       | GII     | 10    | 8     | 9     | 5.1             | （2人）         | 4着  | 武豊     | 57   | 芝2400m（良） | 2.25.9（34.6）    | 0.4       | ナリタセンチュリー     |
|        | 10.    | 31     | 東京   | 天皇賞（秋）     | GI      | 17    | 4     | 8     | 17.0            | （9人）         | 3着  | 武豊     | 56   | 芝2000m（稍） | 1.59.3（34.9）    | 0.4       | ゼンノロブロイ         |
|        | 11.    | 14     | 京都   | エリザベス女王杯 | GI      | 18    | 6     | 12    | 3.3             | （2人）         | 1着  | 武豊     | 56   | 芝2200m（良） | 2.13.6（33.8）    | -0.1      | （オースミハルカ）     |
| 2005.  | 4.     | 3      | 阪神   | 産経大阪杯       | GII     | 9     | 3     | 3     | 3.9             | （2人）         | 4着  | 武豊     | 57   | 芝2000m（良） | 1.59.4（34.5）    | 0.4       | サンライズペガサス     |
|        | 5.     | 1      | 京都   | 天皇賞（春）     | GI      | 18    | 2     | 3     | 10.8            | （6人）         | 11着 | 武豊     | 56   | 芝3200m（良） | 3.17.7（35.2）    | 1.2       | スズカマンボ           |
|        | 5.     | 28     | 中京   | 金鯱賞           | GII     | 10    | 1     | 1     | 5.2             | （3人）         | 4着  | 武豊     | 57   | 芝2000m（良） | 1.59.5（33.8）    | 0.6       | タップダンスシチー     |
|        | 6.     | 26     | 阪神   | 宝塚記念         | GI      | 15    | 7     | 12    | 31.2            | （8人）         | 8着  | 武豊     | 56   | 芝2200m（良） | 2.12.7（36.5）    | 1.2       | スイープトウショウ     |
|        | 10.    | 30     | 東京   | 天皇賞（秋）     | GI      | 18    | 8     | 17    | 96.0            | （17人）        | 17着 | 上村洋行 | 56   | 芝2000m（良） | 2.01.1（33.3）    | 1.0       | ヘヴンリーロマンス     |
|        | 11.    | 13     | 京都   | エリザベス女王杯 | GI      | 18    | 2     | 3     | 11.1            | （4人）         | 3着  | 上村洋行 | 56   | 芝2200m（良） | 2.13.0（33.9）    | 0.5       | スイープトウショウ     |
|        | 12.    | 18     | 阪神   | 阪神牝馬S        | GII     | 11    | 5     | 5     | 4.5             | （2人）         | 1着  | 武豊     | 57   | 芝1600m（良） | 1.34.5（35.0）    | 0.1       | （マイネサマンサ）     |

## 繁殖牝馬時代
2006年よりノーザンファームで繁殖牝馬となっていたが、2012年10月15日に胸部出血のため急死したことが、翌10月16日に発表された。
死後に最後の産駒であるドゥラメンテが2015年の皐月賞を制し、日本競馬史上初となる、母仔による4世代連続G1勝利を達成した。
| 生年 | 馬名                     | 性 | 毛色   | 父                  | 馬主                     | 厩舎                           | 戦績 | 出典          |
| ---- | ------------------------ | -- | ------ | ------------------- | ------------------------ | ------------------------------ | --- | ------------- |
| 2007 | アドマイヤテンバ         | 牝 | 芦毛   | *クロフネ           | 近藤利一                 | 栗東・橋田満                   | 22戦4勝（引退・繁殖）                                                                                           | [ 21 ]        |
| 2008 | アドマイヤセプター       | 牝 | 栗毛   | キングカメハメハ    | 近藤利一                 | 栗東・橋田満                   | 27戦5勝（引退・繁殖） 2着：京阪杯 3着：札幌2歳S、フェアリーS、スワンS 産駒にデシエルト                          | [ 22 ]        |
| 2009 | アドマイヤトライ         | 牡 | 黒鹿毛 | *シンボリクリスエス | 近藤利一                 | 栗東・橋田満                   | 13戦2勝（引退） 3着：阪神スプリングJ                                                                            | [ 23 ]        |
| 2010 | アドマイヤグルーヴの2010 | 牡 | 鹿毛   | キングカメハメハ    | --                       | --                             | 不出走 | [ 24 ]        |
| 2011 | ボージェスト             | 牝 | 鹿毛   | キングカメハメハ    | 吉田勝己                 | 栗東・友道康夫 →美浦・木村哲也 | 11戦2勝（引退、繁殖）                                                                                           | [ 25 ]        |
| 2012 | ドゥラメンテ             | 牡 | 鹿毛   | キングカメハメハ    | （有）サンデーレーシング | 美浦・堀宣行                   | 9戦5勝（引退・種牡馬） 代表勝鞍：皐月賞、東京優駿（日本ダービー）、中山記念 2着：宝塚記念、ドバイSC、共同通信杯 | [ 26 ] [ 27 ] |

## 評価
母子共に騎乗した武豊は、乗り味はよく似ていたという母と対照的に牡馬相手のレースだとなぜか萎縮してしまい、能力が出し切れないところがあると語った。また、2004年当時の現役馬の中では屈指の瞬発力を持つと評価している。
2003年のクラシックを争ったスティルインラブには同年2勝3敗と負け越したが、古馬になってからは2004年の金鯱賞・エリザベス女王杯、2005年の金鯱賞・宝塚記念とすべて先着している。ただし、混合戦での着差はほとんどない。

## 血統表
| アドマイヤグルーヴの血統                          | アドマイヤグルーヴの血統             | アドマイヤグルーヴの血統           | （血統表の出典）                   | （血統表の出典） |
| 父系                                              | サンデーサイレンス系（ヘイロー系）   | サンデーサイレンス系（ヘイロー系） | サンデーサイレンス系（ヘイロー系） | [ § 2 ]          |
| 父 *サンデーサイレンス Sunday Silence 1986 青鹿毛 | 父の父Halo 1969 黒鹿毛               | Hail to Reason                     | Turn-to                            | Turn-to          |
| 父 *サンデーサイレンス Sunday Silence 1986 青鹿毛 | 父の父Halo 1969 黒鹿毛               | Hail to Reason                     | Nothirdchance                      |                  |
| 父 *サンデーサイレンス Sunday Silence 1986 青鹿毛 | 父の父Halo 1969 黒鹿毛               | Cosmah                             | Cosmic Bomb                        | Cosmic Bomb      |
| 父 *サンデーサイレンス Sunday Silence 1986 青鹿毛 | 父の父Halo 1969 黒鹿毛               | Cosmah                             | Almahmoud                          |                  |
| 父 *サンデーサイレンス Sunday Silence 1986 青鹿毛 | 父の母Wishing Well 1975 鹿毛         | Understanding                      | Promised Land                      | Promised Land    |
| 父 *サンデーサイレンス Sunday Silence 1986 青鹿毛 | 父の母Wishing Well 1975 鹿毛         | Understanding                      | Pretty Ways                        |                  |
| 父 *サンデーサイレンス Sunday Silence 1986 青鹿毛 | 父の母Wishing Well 1975 鹿毛         | Mountain Flower                    | Montparnasse                       | Montparnasse     |
| 父 *サンデーサイレンス Sunday Silence 1986 青鹿毛 | 父の母Wishing Well 1975 鹿毛         | Mountain Flower                    | Edelweiss                          |                  |
| 母 エアグルーヴ 1993 鹿毛                         | 母の父*トニービン Tony Bin 1983 鹿毛 | *カンパラ Kampala                  | Kalamoun                           | Kalamoun         |
| 母 エアグルーヴ 1993 鹿毛                         | 母の父*トニービン Tony Bin 1983 鹿毛 | *カンパラ Kampala                  | State Pension                      |                  |
| 母 エアグルーヴ 1993 鹿毛                         | 母の父*トニービン Tony Bin 1983 鹿毛 | Severn Bridge                      | Hornbeam                           | Hornbeam         |
| 母 エアグルーヴ 1993 鹿毛                         | 母の父*トニービン Tony Bin 1983 鹿毛 | Severn Bridge                      | Priddy Fair                        |                  |
| 母 エアグルーヴ 1993 鹿毛                         | 母の母ダイナカール 1980 鹿毛         | *ノーザンテースト Northern Taste   | Northern Dancer                    | Northern Dancer  |
| 母 エアグルーヴ 1993 鹿毛                         | 母の母ダイナカール 1980 鹿毛         | *ノーザンテースト Northern Taste   | Lady Victoria                      |                  |
| 母 エアグルーヴ 1993 鹿毛                         | 母の母ダイナカール 1980 鹿毛         | シャダイフェザー                   | *ガーサント                        | *ガーサント      |
| 母 エアグルーヴ 1993 鹿毛                         | 母の母ダイナカール 1980 鹿毛         | シャダイフェザー                   | *パロクサイド                      |                  |
| 母系(F-No.)                                       | パロクサイド系(FN:8-f)               | パロクサイド系(FN:8-f)             | パロクサイド系(FN:8-f)             | [ § 3 ]          |
| 5代内の近親交配                                   | なし                                 | なし                               | なし                               | [ § 4 ]          |
| 出典                                              | 1. 2. 3. 4.                          | 1. 2. 3. 4.                        | 1. 2. 3. 4.                        | 1. 2. 3. 4.      |